# Metropolitan Area Network
Metropolitan Area Network（メトロポリタン エリア ネットワーク、MAN）は、狭義には、1000BASEの光ケーブルを収容可能なL3/L2スイッチを駆使して構築されたLANで、物理的な規模は一大学全域、一企業全域のものもあれば、一都市全域が収まる物まである。欧米においては、大学内にATMやFDDIを使用したMANがある。日本国内でも、2004年1月現在、東京と大阪に構築されているが、大学内に敷設している例はまだない（仮にあったとしても、欧米の大学などに比べると規模は極めて小さいので、Campus Area Network (CAN)と呼ばれるべきである）。
光ファイバーの種類には、チャネル数が増やせるマルチモードと、距離特性の良いシングルモードが現存するが、MANに使用されるのは、必然的にシングルモードとなる。
光ケーブルは主にバックボーンとして使われ、ユーザ（加入者）側のインタフェースは、利用の容易な、RJ-45 Ethernet となる場合が多い。
また、広義のMANは、都市や市街地の一部または全部をカバーするネットワークを言う。LANよりも範囲が広く、WANよりは狭い。